# Pei Xinyi
Pei Xinyi (en chino: 裴鑫依; 10 de enero de 2005) es una deportista china que compite en halterofilia. Ganó tres medallas en el Campeonato Mundial de Halterofilia entre los años 2022 y 2024.

## Palmarés internacional
| Campeonato Mundial | Campeonato Mundial    | Campeonato Mundial | Campeonato Mundial |
| Año                | Lugar                 | Medalla            | Categoría          |
| ------------------ | --------------------- | ------------------ | ------------------ |
| 2022               | Bogotá (Colombia)     | Medalla de oro     | 64 kg              |
| 2023               | Riad (Arabia Saudita) | Medalla de bronce  | 59 kg              |
| 2024               | Manama (Baréin)       | Medalla de plata   | 59 kg              |